# Žďárec u Skutče

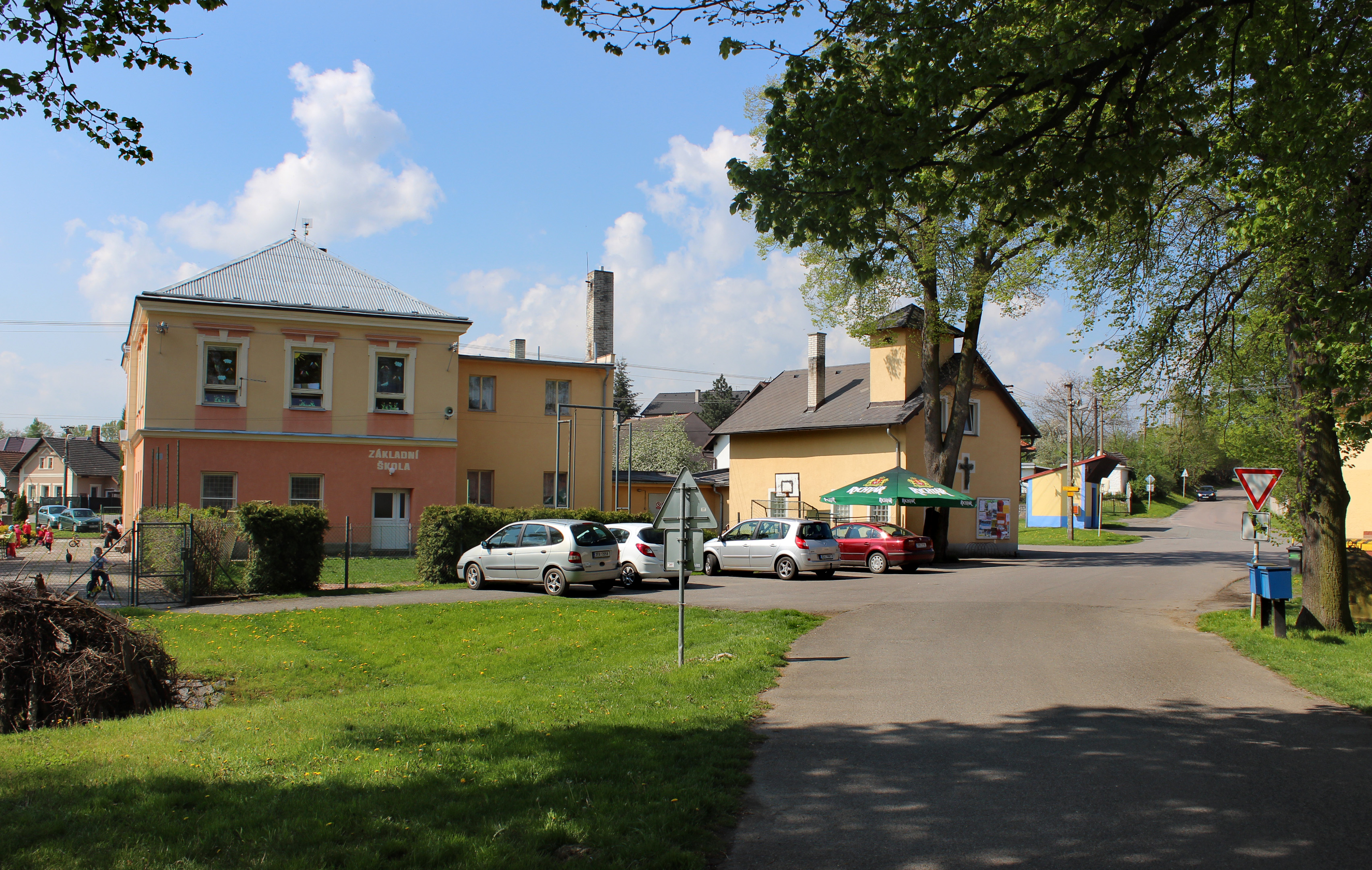
Dorfplatz

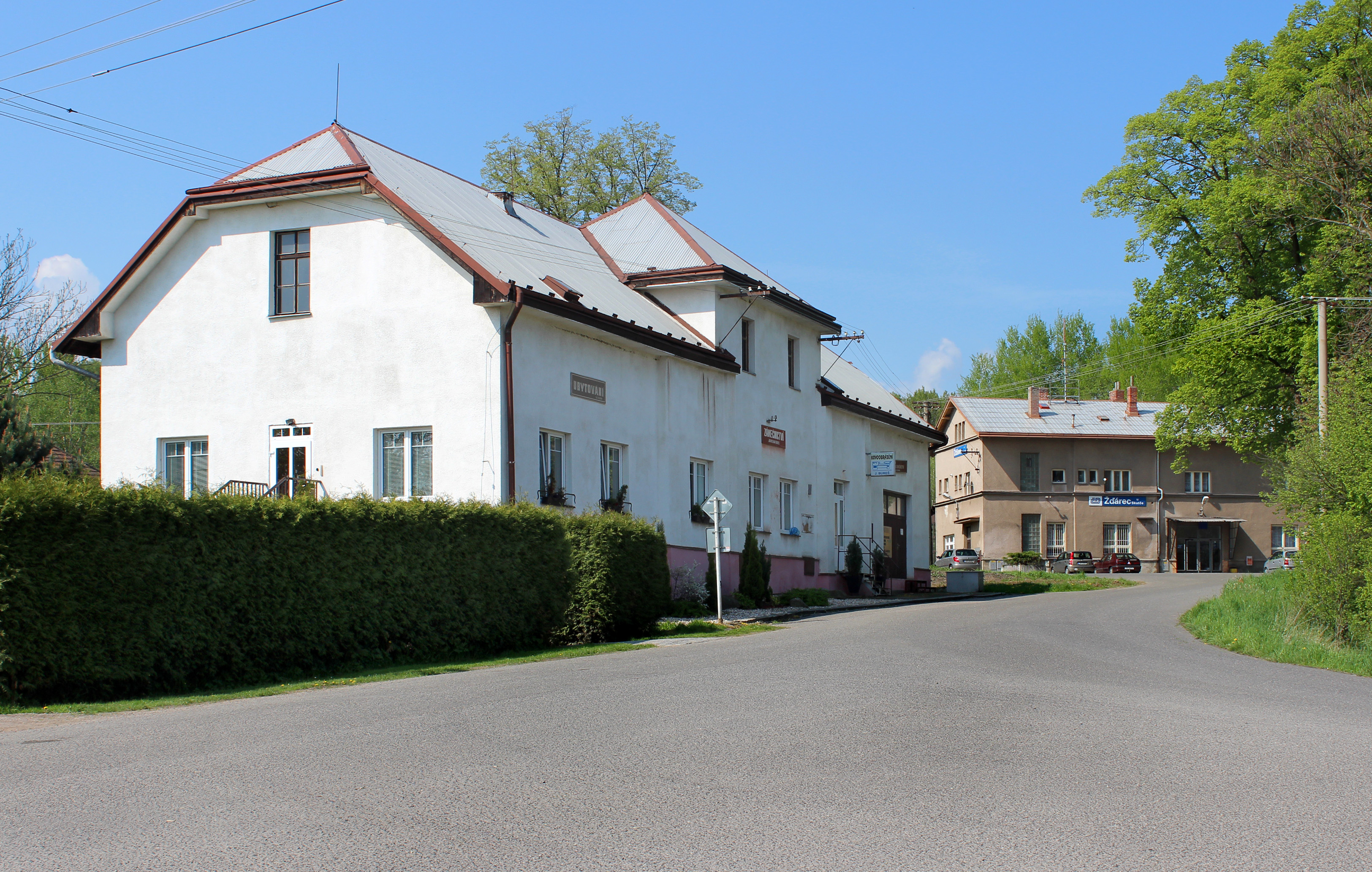
Bahnhofsvorplatz

Žďárec u Skutče, bis 1961 Žďárec (deutsch Zdaretz, 1939–45 Schdaretz) ist ein Ortsteil der Stadt Skuteč in Tschechien. Er liegt zwei Kilometer südlich von Skuteč und gehört zum Okres Chrudim.

## Geographie
Žďárec u Skutče befindet sich am Zusammenfluss der Bäche Raná  und Žejbro in der Skutečská pahorkatina (Skutscher Hügelland). Am westlichen Ortsrand verläuft die Bahnstrecke Havlíčkův Brod–Pardubice, dort liegt auch der Bahnhof Žďárec u Skutče. Im Süden und Osten wird das Dorf von der Bahnstrecke Svitavy–Žďárec u Skutče umfahren. Anderthalb Kilometer östlich liegt der Feldflugplatz Skuteč (LKSK). Nördlich erhebt sich die durch einen Steinbruch größtenteils abgetragene Horka, im Nordosten der Humperky (469 m n.m.) – der ebenfalls als Steinbruch genutzt wird – sowie der Durkův kopec (473 m n.m.).
Nachbarorte sind V Lázních, Na Pasekách, Horka und Skuteč im Norden, Lažany  und Předhradí im Nordosten, Dolívka im Osten, Lešany und Spálená Sázka im Südosten, Radčice im Süden, Oflenda und Mrákotín im Südwesten, Malinné im Westen sowie Dolní Prosetín, Cejřov und U Mlýnů im Nordwesten.

## Geschichte
Die erste urkundliche Erwähnung des Dorfes erfolgte 1392 in der Landtafel, als Smil Flaška von Pardubitz die Richenburg mit den zugehörigen 62 Dörfern an Otto von Bergow und Boček II. von Podiebrad übergab.
Im Jahre 1835 bestand das im Chrudimer Kreis gelegene Rustikaldorf Zdaretz bzw. Zdiarec aus 56 Häusern, in denen 300 Personen lebten. Unter dem Patronat der Obrigkeit stand die Schule. Außerdem gab es im Ort zwei Mühlen. Pfarrort war Skutsch. Bis zur Mitte des 19. Jahrhunderts blieb Zdaretz der Herrschaft Richenburg untertänig.
Nach der Aufhebung der Patrimonialherrschaften bildete Žďárec ab 1849 eine Gemeinde im Gerichtsbezirk Skutsch. Ab 1868 gehörte das Dorf zum politischen Bezirk Hohenmauth. 1869 hatte Žďárec 315 Einwohner. Zwischen 1868 und 1871 errichtete die Österreichische Nordwestbahn die Bahnstrecke Deutschbrod–Pardubitz, auf der Anhöhe westlich von Žďárec wurde auf freiem Feld die Station Skutsch angelegt. 1897 verlängerte die Lokalbahn Zwittau–Polička ihre Strecke von Polička bis zur Station Skutsch. Im Jahre 1900 lebten in Žďárec 418 Personen, 1910 waren es 432. Vor dem Bahnhof entstand in der Mitte des 20. Jahrhunderts eine neue Siedlung. 1930 hatte Žďárec 483 Einwohner. Zu Beginn der 1930er Jahre wurde die Bahnstrecke Zwittau–Skutsch im Bereich der Ausfahrt aus dem Bahnhof Skutsch neu trassiert; die Bahnschleife erhielt einen größeren Radius und wurde über das Gebiet der Gemeinde Radčice verlegt. 1949 wurde die Gemeinde dem neu gebildeten Okres Hlinsko zugeordnet, seit 1961 gehört sie zum Okres Chrudim. Zur Unterscheidung von einer gleichnamigen Gemeinde wurde 1961 der amtliche Gemeindename Žďárec u Skutče eingeführt. Zur selben Zeit wurde auch der Bahnhof Skuteč in Žďárec u Skutče umbenannt. Am 1. Juli 1976 erfolgte die Eingemeindung nach Skuteč. Beim Zensus von 2001 lebten in den 112 Häusern von Žďárec u Skutče 340 Personen.

## Gemeindegliederung
Der Ortsteil Žďárec u Skutče besteht aus den Grundsiedlungseinheiten Žďárec u Skutče und Žďárec-u nádraží. Zu Žďárec u Skutče gehört zudem die Einschicht Gregorův Mlýn.
Der Ortsteil bildet einen Katastralbezirk.

## Sehenswürdigkeiten
- Gregorův mlýn, die seit 1651 nachweisbare, ursprünglich gezimmerte Mühle am Žejbro wurde zu Beginn des 20. Jahrhunderts umgebaut und modernisiert. Erhalten sind die komplette technologische Ausrüstung und der Rest des Wasserrades.[5]
- Ehemalige Eisenbahnbrücke über die Raná, die 1897 errichtete Bogenbrücke aus Granitquadern befindet sich südlich des Dorfes und wurde in den 1930er Jahren im Zuge einer Neutrassierung abgeworfen. Sie ist als Technisches Denkmal unter Schutz gestellt.[6]